# بخش غرب خاسی هلیز
بخش غرب خاسی هلیز (به انگلیسی: West Khasi Hills district) یک منطقهٔ مسکونی در هند است که در مگالایا واقع شده‌است. بخش غرب خاسی هلیز ۵٬۲۴۷ کیلومتر مربع مساحت و ۳۸۳٬۴۶۱ نفر جمعیت دارد.